# Napad stulecia (1963)
Napad stulecia (ang. Great Train Robbery) – największy napad rabunkowy na pociąg w Wielkiej Brytanii, do którego doszło na trasie Glasgow–Londyn 8 sierpnia 1963 w hrabstwie Buckinghamshire. Gang ukradł z pociągu pieniądze w kwocie ponad 2 600 000 funtów szterlingów w 128 workach o łącznej wadze 2,5 tony, co przekłada się na wartość w początku XXI wieku, biorąc pod uwagę siłę nabywczą pieniądza, ok. 40 000 000 funtów, czyli ok. 200 000 000 złotych. Napastników wkrótce schwytano i już na początku roku 1964 rozpoczął się proces, w którym zapadły wyroki do 30 lat pozbawienia wolności. Istnieją podejrzenia, że przestępcy planowali następny napad na pociąg kilka miesięcy później. Przypuszcza się, że większość pieniędzy z napadu zostało wypranych.

## Przygotowania
Plan napadu powstał pod koniec roku 1962, gdy pracownik poczty o pseudonimie Ulsterman przekazał jednemu z przyszłych wykonawców napadu szczegóły trasy pociągu, którym wieziono duże ilości gotówki. Powstała grupa przestępcza, składająca się m.in. z Bruce’a Reynoldsa, Ronniego Biggsa, Charliego Wilsona i Roya Jamesa. Następnie dokooptowano członków gangu South Coast Raiders, specjalizującego się w manipulacjach w systemie zabezpieczeń kolejowych, dzięki którym można zatrzymać pociąg. Według innych źródeł Reynolds umieścił własnego informatora w strukturach kolei. Był to członek gangu, któremu polecono nauczyć się obsługi lokomotywy – przez kilka miesięcy udawał on miłośnika kolei, zaprzyjaźnił się z obsługą pociągu, a nawet był maszynistą na niektórych trasach.

## Przebieg
8 sierpnia 1963 roku około trzeciej w nocy, na moście kolejowym niedaleko wsi Mentmore w Buckinghamshire, 15-osobowy gang, dowodzony przez Bruce’a Reynoldsa, zatrzymał pociąg należący do brytyjskiej poczty, jadący z Glasgow do Londynu. Drugi wagon składu wiózł przesyłki wartościowe, w tym gotówkę. Zwykle w wagonie tym znajdowało się ok. 300 tys. funtów, lecz tym razem pociąg wiózł również zaległą gotówkę z powodu niedawnego święta bankowego w Szkocji. Pociąg zatrzymano przez wydanie fałszywego sygnału – komorę emitującą zielone światło zasłonięto rękawiczką, a czerwone zapalono poprzez podłączenie do instalacji 6-woltowej baterii. Pomocnik maszynisty opuścił lokomotywę, by udać się do najbliższego telefonu kolejowego, lecz nawiązanie łączności nie powiodło się, gdyż telefon był odcięty od linii. Wtedy nastąpiła niespodziewana przeszkoda: jeden z napastników wdał się w sprzeczkę z maszynistą pociągu Jackiem Millsem, po czym uderzył go w głowę pałką. Napastnicy zdali sobie sprawę, że nikt z nich nie potrafi prowadzić tego specyficznego modelu lokomotywy, English Electric Type 4, dlatego zmuszono rannego maszynistę, by poprowadził pociąg do uprzednio umówionego miejsca, gdzie czekał na nich samochód. Zanim pociąg ruszył, jeden z napastników odczepił ostatni, trzeci wagon składu. Obsługa wagonu przesyłek wartościowych zauważyła odczepienie wagonu i usłyszała syk pary, ale przyjęła, że nastąpiło ono przypadkowo. Na różne sposoby usiłowali zwrócić uwagę pozostałych członków obsługi krzykami przez okno, ale bezskutecznie. Obsługa wagonu zorientowała się, że dokonano napadu na pociąg dopiero w momencie, gdy jedno z okien wagonu zostało wybite. Jeden z pracowników krzyknął „to jest napad!”. Próbowano zabezpieczyć wejście do wagonu workami, kiedy do wnętrza wtargnął przez okno jeden z napastników, grożąc załodze ciężkim metalowym łomem. Inni napastnicy weszli przez drzwi do korytarza i zmusili pracowników do położenia się na podłodze. Pilnował ich jeden z napastników, podczas gdy pozostali rabowali paczki z pieniędzmi, rzucając je prawdopodobnie do czekającego pojazdu. Następnie obsługa pociągu została związana i pozostawiona w wagonie przesyłek wartościowych, a gang wydał polecenie, by nie kontaktowali się z policją co najmniej przez 30 minut. Mimo to dwóm pracownikom udało się uwolnić i wszczęli alarm wcześniej. Ucieczka z miejsca przestępstwa trwała 30 minut.

## Ucieczka i ściganie przestępców

Mapa, na której jest zaznaczone miejsce napadu i dom, w którym podzielono łup

Po napadzie pieniądze zostały umieszczone w specjalnie na ten cel zakupionej posesji Leathersdale Farm w Oakley w hrabstwie Buckinghamshire, gdzie podzielono się łupem, choć dzielenie pieniędzy zakłócił nisko latający samolot Royal Air Force, który wykonywał lot treningowy, niemający nic wspólnego z napadem. Pieniądze do podziału stanowiły głównie banknoty o nominałach 1 i 5 funtów. Wiadomo, że Ronnie Biggs otrzymał 147 tys. funtów. Po napadzie dział śledczy poczty przystąpił do obliczenia strat. Tego dnia pociąg wiózł 663 przesyłki wartościowe; z tego dostarczono adresatom 27. Znajdowały się one w 7 workach w wagonie przesyłek wartościowych i jednym worku znalezionym na nasypie. Ostatecznie ustalono, że zginęło 2 595 997 funtów i 10 szylingów. Za wskazanie sprawców przeznaczono nagrodę w wysokości 260 tys. funtów (w tym 10 tys. zaoferowanych przez samą pocztę).
Dwa dni po napadzie została utworzona specjalna ekipa złożona z najlepszych detektywów w Scotland Yardzie, na której czele stanął Detective Chief Superintendent Tommy Buttler. Pierwszy przełom w śledztwie nastąpił po 8 dniach. Do schwytania przestępców przyczynił się właściciel sąsiedniej posesji w Oakley, oddalonej o ok. 45 km od miejsca napadu, John Maris, który o swoich podejrzeniach powiadomił policję. Zastanawiało go dlaczego nowi właściciele posesji gotowi byli zaoferować za nią kwotę o sto funtów wyższą niż cena wyjściowa, nie sprawiali wrażenia jakoby się czymś trudnili i zaciemnili okna budynku. Dopiero następnego dnia, po drugim telefonie Marisa, na miejsce wskazane przez informatora udał się konstabl John Wooley, który znalazł na miejscu duże zapasy żywności, śpiwory, worki pocztowe, przesyłki i opakowania od pieniędzy. Na miejscu znaleziono również ślady linii papilarnych, m.in. na planszy gry Monopoly i butelce keczupu. Informator otrzymał obiecaną przez pocztę nagrodę 10 tys. funtów. Dzień po odkryciu w willi, na podstawie odcisków palców aresztowano pierwszego uczestnika napadu, Rogera Cordreya. W ciągu tygodnia aresztowano kolejnych uczestników: Jimmy’ego White'a, Roya Jamesa i Bustera Edwardsa. Ronnie Biggs, którego odciski palców znaleziono na keczupie, został aresztowany 14 sierpnia 1963. Policja początkowo zwolniła Gordona Goody’ego z powodu braku dowodów, wkrótce jednak został aresztowany ponownie. Dwa miesiące po przybyciu do więzienia w Bedford Biggs planował ucieczkę, jednak plany pokrzyżowało mu przeniesienie do Aylesbury. Dwaj członkowie gangu, Roger Cordrey i Graham Boal zostali schwytani, gdy skradzioną gotówką opłacali czynsz.

## Proces i kary

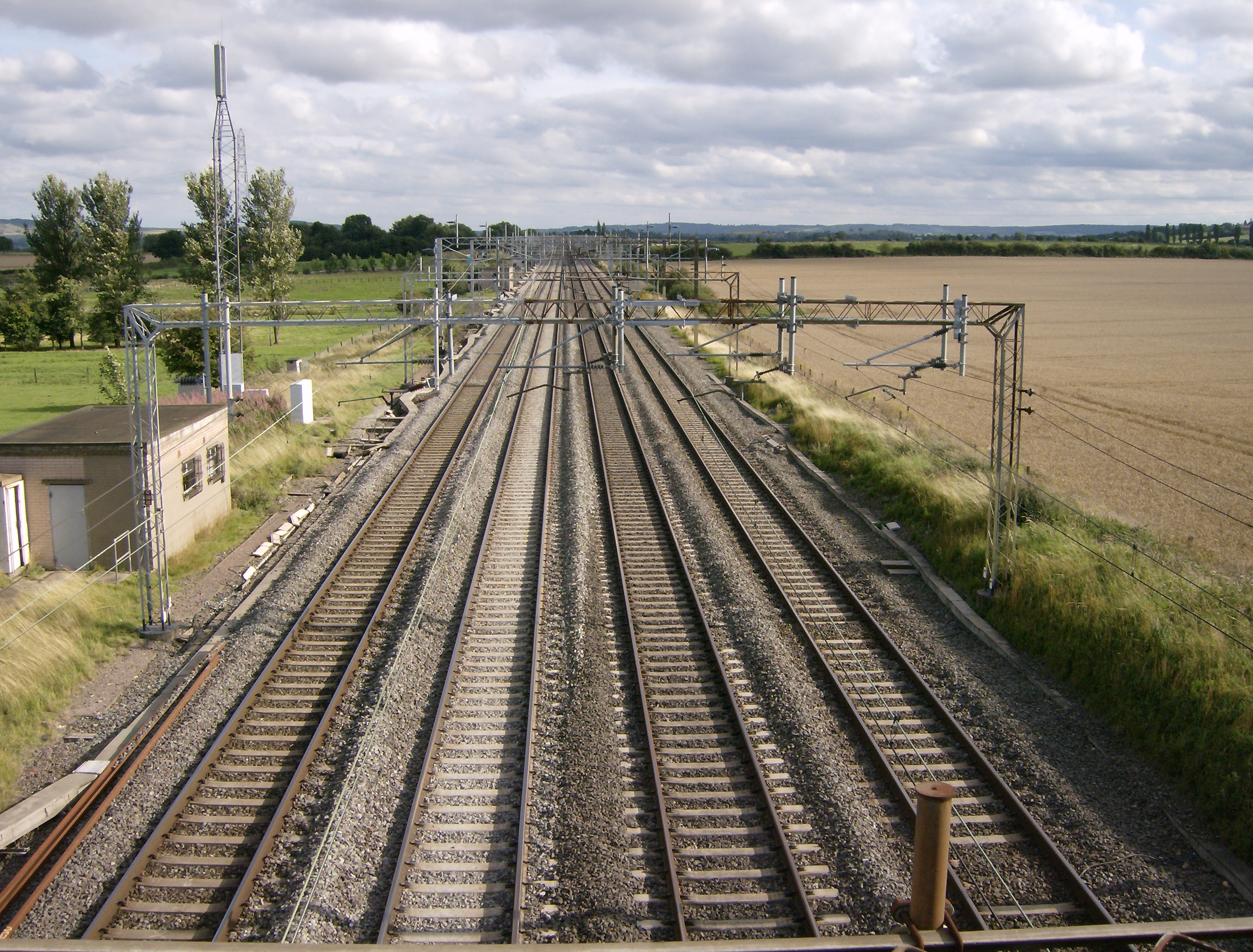
Miejsce zatrzymania pociągu

20 stycznia 1964 rozpoczął się proces dziewięciu z 17 osób objętych postępowaniem. Z głównego procesu wyłączono Ronniego Biggsa – na 2 tygodnie przed pierwszą rozprawą okazało się, że był wcześniej karany, a ponieważ mogłoby to wpłynąć na opinię ławy przysięgłych, jego sprawa sądzona była w późniejszym terminie. W marcu 1964 uniewinniono Johna Daly, którego odciski palców znajdowały się na planszy Monopoly – jego obrońca zgłosił zastrzeżenie, że jego odciski palców mogły pochodzić sprzed napadu. Ostatecznie 25 marca 1964 zapadły kary do 30 lat pozbawienia wolności. Sądzący sprawców sędzia Edmund Davies powiedział w uzasadnieniu wyroku, że napad w żaden sposób nie był „romantyczny” i w oczywisty sposób był motywowany chciwością, czego dowodem był atak na maszynistę pociągu. Proces Biggsa rozpoczął się 8 kwietnia 1964, trwał 7 dni, a sam Biggs został uznany winnym zarzucanych mu czynów. Łącznie przestępców skazano na 307 lat więzienia. Siedmiu uczestników: Ronald Biggs, Charles Wilson, Douglas Goody, Thomas Wisbey, Robert Welch, James Hussey i Roy James zostało skazanych na karę 30 lat więzienia, czterech otrzymało kary między 20 a 25 lat pozbawienia wolności. Radca prawny Brian Field, który został skazany na 3 lata za zakup posiadłości służącej za kryjówkę, dowiedział się o napadzie dopiero po jego popełnieniu, jednak zdaniem sędziego powinien był poinformować policję.

## Dalsze losy
Członkowie gangu zostali osadzeni w więzieniu. Po 15 miesiącach Ronnie Biggs uciekł z więzienia HMP Wandsworth, przeskakując przez trzymetrowy mur i ukrywając się w podstawionym samochodzie meblarskim, po zdobyciu fałszywych dokumentów udał się do Brazylii. Biggs został w 1974 roku odnaleziony przez brytyjską policję, ale nie doszło do ekstradycji, gdyż brazylijskie prawo nie zezwala na ekstradycję rodziców obywatela brazylijskiego (brazylijska przyjaciółka Biggsa była wtedy z nim w ciąży). W 2001 roku Biggs dobrowolnie powrócił z rodziną do Wielkiej Brytanii i natychmiast został osadzony w więzieniu. 7 sierpnia 2009 roku został zwolniony z więzienia ze względu na zły stan zdrowia.
Bruce Reynolds ukrywał się za granicą. W 1968 wrócił do Wielkiej Brytanii, gdzie spędził 10 lat w zakładzie karnym. W 1995 opublikował książkę „Autobiografia złodzieja”.
Jedyna ofiara wypadku, maszynista Jack Mills, zmarł 7 lat po napadzie na białaczkę niezwiązaną z wydarzeniami. Asystent maszynisty pełniący dyżur w dniu napadu, David Whitby, zmarł 8 lat po napadzie na zawał serca w wieku 34 lat.
W 1978 uczestnicy napadu wynegocjowali korzystny układ z Pierce’em Paulem Reedem, który pisał książkę na temat napadu. Aby usprawiedliwić wysokie żądania finansowe, twierdzili, że napad finansował Otto Skorzeny, austriacki oficer Waffen-SS. Reed o mistyfikacji dowiedział się, gdy pojechał do Brazylii zrobić wywiad z Ronniem Biggsem. W rzeczywistości napad finansował Bruce Reynolds. Jeden z napastników, Roy James, który był profesjonalnym kierowcą rajdowym, napisał z więzienia list do byłego mistrza Grahama Hilla z prośbą o pomoc. Prośba ta została jednak odrzucona.
Losy uczestników napadu:

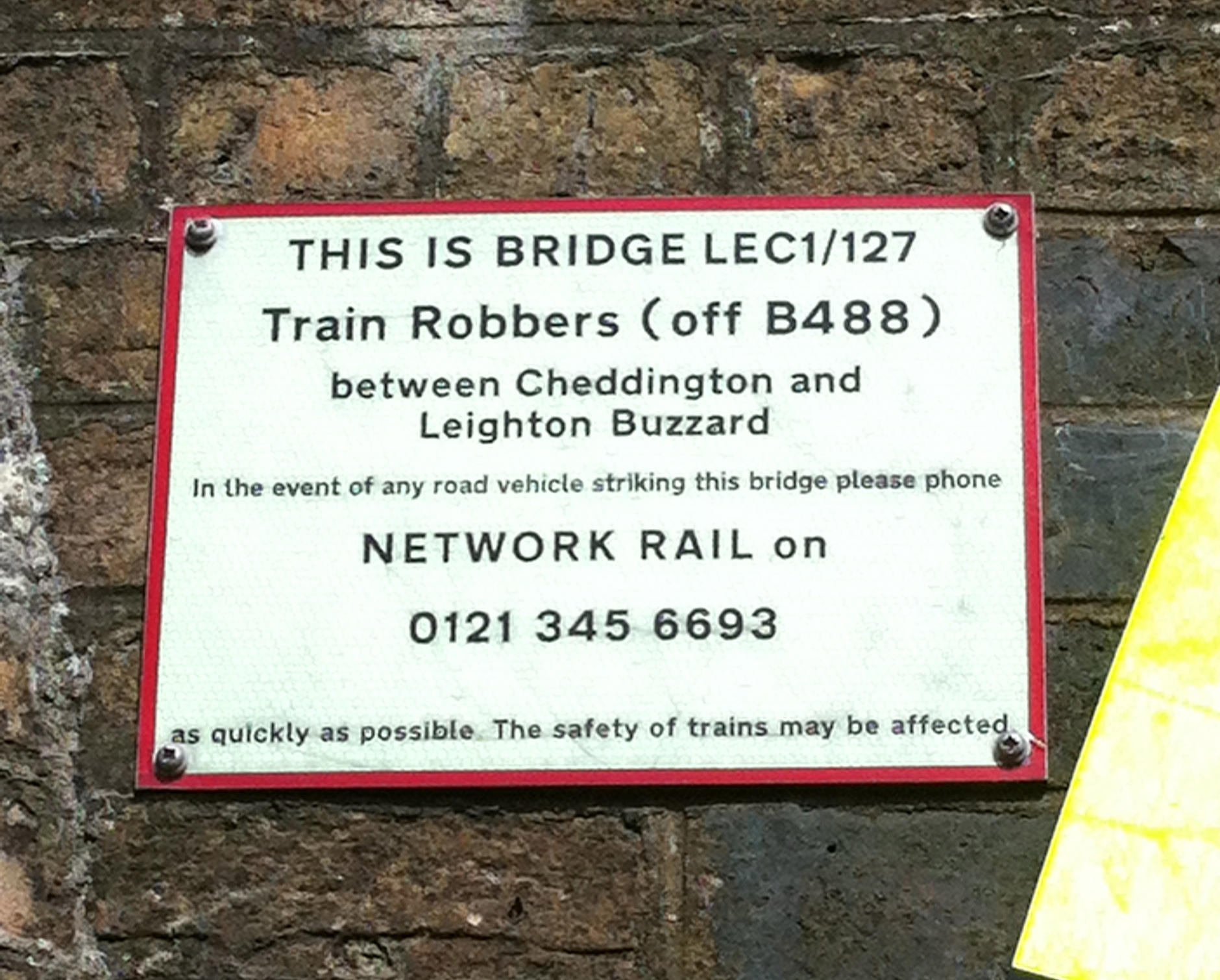
Tablica upamiętniająca napad stulecia

- Bruce Reynolds skazany został na 30 lat więzienia. Zmarł w 2013 r.
- Ronnie Biggs odgrywał niewielką rolę w napadzie, jednak dzięki autopromocji był jego najbardziej znaną postacią. Uciekł z HMP Wandsworth i spędził 36 lat na ucieczce przed wymiarem sprawiedliwości. Ostatecznie opuścił więzienie w 2009, zmarł w 2013.
- Ronald Edwards, pseudonim Buster – były bokser, uciekł do Meksyku, gdzie oddał się w ręce policji w 1966. Znaleziono go powieszonego w garażu w 1994[15].
- Charlie Wilson – skarbnik gangu, schwytany i osądzony w 1964, skazany na 30 lat więzienia, z którego po kilku miesiącach uciekł. Złapany w Kanadzie po 4 latach, spędził w więzieniu następne 10 lat. Został zastrzelony w Hiszpanii w 1990.
- Roy James, pseudonim Weasel (łasica) – kierowca samochodu służącego do wydostania się z miejsca przestępstwa, schwytany po pościgu na dachu w Londynie. Zmarł w wieku 62 lat.
- Brian Field – radca prawny, którego gang użył do zakupu posiadłości. Skazany na 25 lat, zamienionych na 5 lat. Zmarł w 1979.
- Bill Boal – inżynier. W momencie aresztowania miał 141 tys. funtów. Skazany na 24 lata, wyrok obniżono do 14. Zmarł w 1970.
- Tommy Wisbey – użyty do sterroryzowania obsługi. Skazany na 30 lat, uwolniony w 1976
- Bobby Welch – właściciel klubu nocnego, skazany na 30 lat, zwolniony w 1976. Po wyjściu na wolność handlował samochodami.
- Gordon Goody – fryzjer, skazany na 30 lat, zwolniony w 1975. Wyprowadził się do Hiszpanii i prowadził bar.
- James Hussey – pracownik budowlany, skazany na 30 lat, zwolniony w 1975. Otworzył restaurację w Soho. Zmarł na raka w 2012 w wieku 79 lat.
- Jimmy White – były wojskowy, przez 3 lata po napadzie ukrywał się. Schwytany w hrabstwie Kent i skazany na 18 lat więzienia. Nie żyje.
- Roger Cordrey – kwiaciarz, aresztowany w Bournemouth, spędził 14 lat w więzieniu; po wyjściu wrócił do kwiaciarstwa.
- John Wheater – radca prawny skazany na 3 lata za krzywoprzysięstwo w sprawie napadu. Zwolniony w 1966.
- Leonard Field – marynarz, skazany na 25 lat, wyrok zmniejszono do 5 lat pozbawienia wolności. Zwolniony w 1967.

## Napad w kulturze
Podczas amerykańskiego tournée zespół Sex Pistols nagrał z Ronniem Biggsem piosenkę No One Is Innocent; brał on również udział w produkcji kilku innych, a także zaśpiewał w piosence Carnival In Rio (Punk Was) niemieckiego punkrockowego zespołu Die Toten Hosen.
Historia napadu na pociąg została przedstawiona w filmie dokumentalnym z 2012, a także stała się kanwą dwuczęściowego miniserialu BBC z 2013. Historia jednego członka gangu, Ronalda „Bustera” Edwardsa, który uciekł do Meksyku, została przedstawiona w filmie Buster z 1988 roku, w którym tytułową rolę zagrał Phil Collins.